# Катунино (Оренбургская область)
Катунино — упразднённая деревня в Матвеевском районе Оренбургской области. На момент упразднения входила в состав сельского поселения Емельяновский сельсовет. Исключена из учётных данных в 1999 году.

## География
Располагалась на водоразделе рек Большой Кинель и Муртаза, на расстоянии, примерно, 4,5 километра к юго-востоку от села Емельяновка.

## История
По данным на 1931 год деревня Катунино состояла из 49 хозяйств. В административном отношении входила в состав Емельяновского сельсовета Пономарёвского района Средневолжского края.
По данным на 1939 год деревня входила в состав Емельяновского сельсовета Матвеевского района Чкаловской области. В деревне действовал колхоза «Завет Ильича». Позже отделение колхоза «Кинельский».
Постановление Законодательного Собрания Оренбургской области от 17 ноября 1999 года деревня исключена из учётных данных.

## Население
По данным на 1930 год в деревне проживало 292 человека, основное население — русские.